# Monarca de l'illa de Rennell
El monarca de l'illa de Rennell (Clytorhynchus hamlini) és un ocell de la família dels monàrquids (Monarchidae).

## Hàbitat i distribució
Viu entre la malesa dels boscos de l'illa Rennell, a les Illes Salomó.